# Odontosia elegans
Odontosia elegans är en fjärilsart som beskrevs av John Kern Strecker 1884. Odontosia elegans ingår i släktet Odontosia och familjen tandspinnare. Inga underarter finns listade i Catalogue of Life.